# ميخائيل هاينيش
ميخائيل هاينيش (بالألمانية: Michael Hainisch) (15 أغسطس 1858 – 26 فبراير 1940)، سياسي نمساوي، شغل منصب أول رئيس للنمسا من عام 1920 حتى 1928، وذلك بعد سقوط النظام الملكي في أعقاب الحرب العالمية الأولى.

## الرئاسة
كان هاينيش مستقلاً عن الأحزاب السياسية، وقد اختير رئيسًا بفضل مكانته الشخصية رغم عدم عضويته في البرلمان، إذ كان مرشحًا مستقلاً. انتُخب وتسلّم منصبه في عام 1920، واستمر لولايتين حتى عام 1928. تزوّج من إميليا فيغدور، المنحدرة من أسرة يهودية نمساوية بارزة مندمجة في المجتمع النمساوي. وكان والدها غوستاف عضوًا في مجلس بلدية فيينا.
عمل هاينيش خلال رئاسته على تحسين الوضع الصعب الذي واجهته النمسا بعد الحرب العالمية الأولى، فساهم في تطوير القطاع الزراعي، وشجّع على كهربة السكك الحديدية، وسعى لتنشيط السياحة، خصوصًا في منطقة الألب. كما عزّز التجارة مع الدول المجاورة مثل ألمانيا، وكرّس جهوده لحماية التقاليد والثقافة المحلية، وأطلق مبادرة سنّ قانون لحماية الآثار.
أصبح عضوًا فخريًا في أكاديمية العلوم. في عام 1928، اقترحت الأحزاب الرئيسية تعديل الدستور لتمكين إعادة انتخاب هاينيش لولاية ثالثة، واقترح المستشار الفدرالي إغناتس زايفل أن تكون الولاية الجديدة لعام واحد فقط، لكن هاينيش رفض الترشح مجددًا.
شغل لاحقًا منصب وزير التجارة من عام 1929 حتى 1930. وقد أثار الجدل بدعمه لأفكار القومية الجرمانية، وساند لاحقًا عملية الأنشلوس (ضمّ النمسا إلى ألمانيا النازية) عام 1938، كما فعل كثير من معاصريه. تُوفي في فبراير 1940، بعد نحو عامين من الأنشلوس وبضعة أشهر من اندلاع الحرب العالمية الثانية.

## روابط خارجية
- ميكايل هاينش على موقع الموسوعة البريطانية (الإنجليزية)